# Dais Col
Dais Col är ett bergspass i Antarktis. Det ligger i Östantarktis. Nya Zeeland gör anspråk på området. Dais Col ligger 844 meter över havet.
Terrängen runt Dais Col är bergig österut, men västerut är den kuperad. Trakten är obefolkad. Det finns inga samhällen i närheten. 